# Фернандо (инфант Португальский)
Ферна́ндо, точнее Ферна́нду (порт. Beato Fernando de Portugal, 29 сентября 1402, Сантарен, Королевство Португалия — 5 июня 1443, Фес, Мариниды) — португальский принц из Ависской династии. Он был шестым сыном португальского короля Жуана I и Филиппы Ланкастерской.

## Биография
Фернандо с детства стал интересоваться религиозными вопросами, и отец, несмотря на юный возраст сына, сделал его великим магистром Ависского ордена. Папа Евгений IV сделал его кардиналом.
В 1437 году вместе со старшими братьями он принял участие в военном походе в Северную Африку. Португальцы осадили Танжер. Они храбро сражались против превосходящих сил Маринидов, но вынуждены были пойти на перемирие с ними, согласившись вернуть захваченную португальцами в 1415 году Сеуту в обмен на возможность вернуться на свои корабли. Мавры потребовали, чтобы один из принцев остался заложником в обеспечение обязательств, и Фернандо сам выразил готовность остаться в заложниках вместе с немногими последовавшими за ним верными воинами, в том числе Жуаном Алварешем, его секретарём, а позднее его биографом. Мавританский эмир Зала бен Зала отправил Фернандо в город Асила, а братья Фернандо Энрике и Жуан отправились в Сеуту. Понимая, что трудно будет добиться согласия старшего брата, короля Дуарте I, на возвращение Сеуты маврам, они предложили обменять Фернандо на сына Зала бен Зала, который был в плену у Энрике. Но мавры с негодованием отвергли это предложение, и Энрике с Жуаном отправились в Португалию, пытаясь найти способ освобождения брата. 
Кортесы отказался сдать Сеуту и разгневанные мавры в мае 1438 года перевели Фернандо в Фес, где передали жестокому визирю Лазураку. После нескольких месяцев заточения Фернандо был направлен работать как раб в садах и конюшнях. В мае 1443 года Фернандо смертельно заболел и вскоре умер. В 1471 году его останки были перевезены в монастырь Баталья.
В 1470 году Фернандо был беатифицирован, и болландисты включили его жизнеописание в свой труд.
Жизнь инфанта Фернандо легла в основу пьесы Педро Кальдерона «Стойкий принц». Принято считать, что Фернанду изображён в качестве чёрного рыцаря на панно «Рыцари» «Полиптиха святого Винсента» португальского художника Нуну Гонсалвеша.

## Галерея
- Капелла, где находятся останки Фернандо
- Могила инфанта
- Портрет